# 秩序自由主义
秩序自由主义（德語：Ordoliberalismus）是经济自由主义在德国的版本，强调政府需要确保自由市场产生接近其理论潜力的结果，但不提倡福利国家。
秩序自由主义成为二战后德国社会市场经济及其随之而来的莱茵奇迹（Wirtschaftswunder）创立的基础。
该术语是赫罗穆勒（Hero Moeller）在1950年创造的，指的是学术期刊《经济与社会秩序年鉴》（ORDO — Jahrbuch für die Ordnung von Wirtschaft und Gesellschaft）。